# Lada Silhouette
Der Lada Silhouette (VAZ-2116) ist ein Konzeptfahrzeug des Herstellers AwtoWAS, das auf der Moskau Motor Show 2005 präsentiert wurde. Das Modell sollte die noch vom Fiat 124 abgeleiteten Lada-Klassik-Modelle ersetzen, die in Westeuropa als Lada Nova bekannt sind. Für dieses Projekt entwickelte AwtoWAS eine neue Plattform mit Vorderradantrieb und einen Zweiliter-Ottomotor. Außerdem sollten dafür Dieselmotoren und Automatikgetriebe entwickelt und produziert werden. Das zukünftige Fahrzeug sollte größer, komfortabler sowie innen und außen höherwertig gestaltet sein, als die Klassikmodelle. Zudem sollte es so sicher sein, dass es 13 von 16 möglichen Punkten des EuroNCAP erreichen würde. Außer der Limousine wurden auch bislang nicht vorgestellte Kombi- und Schrägheck-Prototypen entwickelt.
Ursprünglich plante Lada das Projekt unter dem Präsidenten Wladimir Kadannikov in einer Kooperation mit GM-AvtoVAZ. Eine erste Serie VAZ-2116 von 23 Prototypen wurde gebaut. Bei der Ausstellung Interauto-2007 wurde der Prototyp einer neuen Serie von 100 Fahrzeugen vorgestellt. Diese hatten ein vollständig eigenes Interieur (vorher vom Lada Kalina). Nachdem eine Realisierung mit GM-AvtoVAZ immer unwahrscheinlicher wurde, arbeitete man bei der Technik mit Porsche zusammen, wie schon bei den Modellen Lada Samara und Lada 110. Gleichzeitig gelang es, den Widerstandsbeiwert (Cw) von 0,36, der beim Prototyp noch 0,32 betragen hatte, auf 0,33 zu senken. Möglich wurde dies durch einen bei AwtoWAS neu installierten Windkanal in einem Wolga-Werk.